# 龍谷富山高校前（永樂町）停留場
龍谷富山高校前（永樂町）停留場（日语：／ Ryukokutoyamakōkō-mae-Eirakuchō teiryūjō */?）是位於富山縣富山市奧田新町，富山地方鐵道富山港線的電車站。車站編號為C28。

## 歷史
- 2020年（令和2年）1月6日 - 決定電車站名稱[4][5]。
- 2021年（令和3年）3月21日 - 電車站啟用[1][2][3]。

## 電車站構造
電車站是地面車站，設有2面1線的相對式月台。
此電車站至奧田中學校前站之間0.4公里距離為雙線鐵路。雙線區間由此電車站至八田橋東詰附近。在雙線化前，此電車站在至2018年（平成30年）3月4日起已經為單線與雙線鐵路的邊界。

### 月台
| 月台 | 路線      | 方向       |
| ---- | --------- | ---------- |
| 1    | ■富山港線 | 岩瀨濱方向 |
| 2    | ■富山港線 | 富山站方向 |

## 電車站周邊
- 龍谷富山高等學校（日语：龍谷富山高等学校）
- 北陸銀行奧田分店
- 富山縣中小企業研修中心
- 日本海瓦斯（日语：日本海ガス）總部

## 相鄰電車站
富山地方鐵道
■富山港線
INTEC本社前（C27）－龍谷富山高校前（永樂町）（C28）－奧田中學校前（C29）

## 注腳
1. 1 2  . 富山地方鉄道.   [2021-03-12]. （原始内容存档于2021-03-12） （日语）.
2. 1 2  . 北日本新聞. 2021-03-02: 24 （日语）.
3. 1 2  . 毎日新聞. 2021-03-02  [2021-03-02]. （原始内容存档于2021-03-02） （日语）.
4. ↑  . KNB WEB (北日本放送). 2020年1月6日 （日语）.[]
5. ↑  . 中日新聞. 2020-01-07  [2020-01-08]. （原始内容存档于2020-01-08） （日语）.
6. ↑   (新闻稿). 富山ライトレール. 2018-03-01  [2021-03-21]. （原始内容存档于2018-03-08） （日语）.
7. ↑  . 北國新聞. 2018-03-06  [2021-03-23]. （原始内容存档于2018-03-06） （日语）.